# Ценц, Адриан
Адриан Ценц (нем. Adrian Zenz; род. 1974) — немецкий учёный-антрополог и синолог, известный своими исследованиями лагерей для интернированных в Синьцзяне (также известных как лагеря «перевоспитания») и геноцида уйгуров. Он является старшим научным сотрудником Мемориального фонда жертв коммунизма, некоммерческого аналитического центра, базирующегося в Вашингтоне.

## Карьера
Ценц получил степень магистра исследований развития в Оклендском университете, а затем докторскую степень по социальной антропологии в Кембриджском университете, защитив докторскую диссертацию по вопросам образования меньшинств, возможностей трудоустройства и этнической идентичности молодых тибетцев в западном Китае. Свободно говорит на севернокитайском языке.
Читал лекции по методологии социальных исследований и консультировал докторантов в Европейской школе культуры и теологии, совместном проекте образовательного учреждения AWM gGmbH и Колумбийского международного университета. Летом 2018 года Ценц переехал из Европы в США. С 2021 года является старшим научным сотрудником по изучению Китая в Мемориальном фонде жертв коммунизма.
Он также является советником Межпарламентского альянса по Китаю.

## Антропология

### Синьцзян
Самой влиятельной работой Ценца было его исследование массовых задержаний уйгуров и других тюркских мусульманских меньшинств в китайских лагерях для интернированных в Синьцзяне. Ценц был одним из первых исследователей, открывший существование этих лагерей, узнавший об их размерах и масштабах.
Ценц изучал массовое содержание уйгуров в лагерях для интернированных в Синьцзян-Уйгурском автономном районе с февраля 2018 года. Его работа была основана на бюджетных планах китайского правительства, тендерных документах, утекших документах, электронных таблицах и на других официальных документах. Изначально, в отчёте Джеймстаунского фонда, опубликованном в мае 2018 года, Ценц подсчитал, что были задержаны от ста тысяч до чуть более одного миллиона мусульман, которые в дальнейшем были отправлены в лагеря. Ценц основывал свою оценку на документах, которые были слиты анонимными китайскими чиновниками из структур общественной безопасности в Истиклал, базирующуюся в Турции уйгурскую медиа-организацию в изгнании. Затем Ценц экстраполировал просочившиеся данные и включил информацию от бывших заключенных и публичные документы правительства Китая, в которых указывались размеры и расположение лагерей.

## Работы
- 2012. Worthy to Escape: Why All Believers Will Not Be Raptured Before the Tribulation, совместно с Марлоном Л. Сиасом. Блумингтон, Индиана: Westbow Press .
- 2013. 'Tibetanness' Under Threat?: Neo-Integrationism, Minority Education and Career Strategies in Qinghai, КНР. Брилл.
- 14 марта 2017. «Быстро развивающееся государство безопасности в Синьцзяне», совместно с Джеймсом Лейболдом. China Brief 17 (4). Фонд Джеймстауна.
- 21 сентября 2017. «Чэнь Цюаньго: сила, стоящая за стратегией секьюритизации Пекина в Тибете и Синьцзяне», совместно с Джеймсом Лейбольдом. China Brief 17 (12).
- 2018. Zenz, Adrian (7 сентября 2018). 'Thoroughly reforming them towards a healthy heart attitude': China's political re-education campaign in Xinjiang. Central Asian Survey. 38 (1). Informa UK Limited: 102–128. doi:10.1080/02634937.2018.1507997. ISSN 0263-4937. « « Тщательно реформируем их в сторону здорового отношения сердца »: китайская кампания политического перевоспитания в Синьцзяне» . Обзор Центральной Азии . Informa UK Limited. 38 (1): 102–128. DOI : 10.1080 / 02634937.2018.1507997 . ISSN 0263-4937 . S2CID 150169905 . ( через Academia.edu ).
  - Краткое содержание: «Новые свидетельства кампании политического перевоспитания Китая в Синьцзяне». China Brief 18 (10). Фонд Джеймстауна.
- 1 июля 2019. «Промывание мозгов, полицейская охрана и принудительное интернирование: свидетельства из документов правительства Китая о характере и масштабах «лагерей для интернированных профессионально-технического обучения» в Синьцзяне». Журнал политических рисков 7 (7).
- 4 июля 2019. «Разрушьте их корни: доказательства китайской кампании по разлучению родителей и детей в Синьцзяне». Журнал политических рисков 7 (7).
- 10 декабря 2019. «За пределами лагерей: долгосрочная программа Пекина по принудительному труду, борьбе с бедностью и социальному контролю в Синьцзяне». Журнал политических рисков 7 (12). doi:10.31235/osf.io/8tsk2   . Препринт .
- 17 февраля 2020. «Список каракасов: анализ анатомии Пекина для интернирования в Синьцзяне». Журнал политических рисков 8 (2).
- июнь 2020. «Стерилизация, ВМС и обязательный контроль рождаемости: кампания КПК по снижению рождаемости уйгуров в Синьцзяне». Фонд Джеймстауна.
- сентябрь 2020. «Система военного профессионального обучения Синьцзяна приходит в Тибет». China Brief 20 (17). Фонд Джеймстауна.
- 14 декабря 2020. «Принудительный труд в Синьцзяне: перемещение рабочей силы и мобилизация этнических меньшинств на сбор хлопка». Центр глобальной политики.
- 24 августа 2021. ««Прекратить господство уйгурской этнической группы»: анализ стратегии Пекина по оптимизации численности населения в южном Синьцзяне». Обзор Центральной Азии . 40 (3): 291–312.

## Комментарии
1. ↑  Также встречаются написания Адриан Зенц, Адриан Зенз и Эдриан Зенз